# يغموش طرفي
يغموش طرفي أو قراد الزواحف (الاسم العلمي:Amblyomma limbatum) هو نوع من الحيوانات يتبع جنس اليغموش من فصيلة اللبوديات الصلبة.

## الموئل والإنتشار
أجسام مختلف الزواحف والسحالي والثعابين. ينتشر هذا النوع في الأراضي القاحلة في أستراليا.